# Jugoslavenska ratna mornarica
La Jugoslavenska ratna mornarica (JRM) è stata la Marina della Jugoslavia Socialista ed è stata attiva dalla fondazione dello stato nel 1945 fino alla sua dissoluzione avvenuta nel 1992.

## Storia
La sua fondazione avvenne durante la seconda guerra mondiale, il 10 settembre 1942 a Podgora, quando i partigiani jugoslavi fondarono la marina partigiana che, dopo la guerra, sarebbe diventata la Jugoslavenska Ratna Mornarica (JRM) con la costituzione della Repubblica Federativa Popolare di Jugoslavia. Questo avvenimento è ricordato da un monumento eretto nel 1962 in una collina nei pressi del porto di Podgora che venne inaugurato dal presidente Tito.
La nuova marina raccolse in eredità alcune unità navali ottenute dall'Italia in ottemperanza alle clausole del trattato di pace, tra cui l'incrociatore ausiliario RAMB III, ribattezzato Galeb e trasformato in nave scuola e in yacht presidenziale e alcune unità appartenute alla Regia Marina Jugoslava che erano passate alla Regia Marina Italiana in seguito all'occupazione della Jugoslavia da parte delle truppe dell'Asse.
La Marina Jugoslava contava su una flotta d'altura e di pattugliamento costiero che operava in Adriatico ed aveva il suo quartier generale a Spalato sulla costa dalmata e disponeva inoltre di una piccola flotta fluviale e lacustre.
Dopo la dissoluzione della Jugoslavia, la flotta è stata divisa tra la Croazia, che ne ha ereditata una minima parte, e la nuova Federazione Jugoslava, divenuta nel 2003 Serbia e Montenegro.